# Seagrove
Seagrove é uma cidade  localizada no estado norte-americano de Carolina do Norte, no Condado de Randolph.

## Demografia
Segundo o censo norte-americano de 2000, a sua população era de 246 habitantes.
Em 2006, foi estimada uma população de 261, um aumento de 15 (6.1%).

## Geografia
De acordo com o United States Census Bureau tem uma área de
1,9 km², dos quais 1,9 km² cobertos por terra e 0,0 km² cobertos por água. Seagrove localiza-se a aproximadamente 210 m acima do nível do mar.

## Localidades na vizinhança
O diagrama seguinte representa as localidades num raio de 24 km ao redor de Seagrove.